# Сървър база данни
Сървър база данни e компютърна програма, която осигурява (набавя) услуги тип бази данни към други компютърни програми или компютри, както е определено в модела „клиент – сървър“. Терминът може също така да се отнася до компютър, чието предназначение е да поддържа такава програма. Системите за управление на данни често предоставят функционалност за сървър тип база данни като някои системи за управление на бази от данни (напр. MySQL) разчитат основно на модела „клиент – сървър“ за достъп до базите данни.
|  | Тази страница частично или изцяло представлява превод на страницата Database server в Уикипедия на английски. Оригиналният текст, както и този превод, са защитени от Лиценза „Криейтив Комънс – Признание – Споделяне на споделеното“, а за съдържание, създадено преди юни 2009 година – от Лиценза за свободна документация на ГНУ. Прегледайте историята на редакциите на оригиналната страница, както и на преводната страница, за да видите списъка на съавторите. ВАЖНО: Този шаблон се отнася единствено до авторските права върху съдържанието на статията. Добавянето му не отменя изискването да се посочват конкретни източници на твърденията, които да бъдат благонадеждни. |